# Nico Serrano
Nicolás Serrano Galdeano (Orcoyen, Navarra, 5 de marzo de 2003), conocido como Nico Serrano, es un futbolista español que juega de extremo izquierdo en el Athletic Club.

## Trayectoria

### Inicios en Pamplona y Villarreal
Natural de Orcoyen, comenzó su carrera como futbolista en las filas del CD Pamplona, equipo convenido del Athletic Club, en 2009. Continuó su carrera en la UDC Txantrea y, en 2012, se marchó a la cantera de CA Osasuna coincidiendo en su primera temporada con Nico Williams.En verano de 2015 decidió abandonar Osasuna y se marchó a la academia del Villarreal CF, donde siguió siendo un jugador destacado.

### Llegada a Lezama y debut con el Athletic Club
En agosto de 2018 firmó por el Athletic Club, que pagó 300.000 euros por su fichaje, para integrarse en su equipo juvenil a pesar de estar en edad cadete.En su primera campaña como juvenil anotó 22 goles, mientras que en la segunda temporada anotó catorce tantos. Además, en julio de 2020, debutó con el Bilbao Athletic en un encuentro de promoción de ascenso frente al CD Badajoz.En la campaña 2020-21 se consolidó como titular en el filial rojiblanco, destacando su doblete frente al CD Tudelano donde anotó un gol desde el centro del campo.
En verano de 2021 fue uno de los cinco elegidos para hacer la pretemporada con el primer equipo dirigido por Marcelino García Toral. El 29 de agosto anotó el primer tanto del Bilbao Athletic en Primera RFEF ante el Zamora CF (0-1). El 11 de septiembre hizo su debut con el Athletic Club, en San Mamés, en un triunfo ante el RCD Mallorca (2-0). El 23 de enero de 2022 marcó su primer gol con el Athletic Club, en su debut como titular en Liga, que acabó con triunfo por 0 a 1 frente al Rayo Vallecano y que supuso la primera derrota de la temporada del cuadro madrileño en el Estadio de Vallecas.

### Cesiones
El 11 de agosto de 2022 fue cedido por una temporada al CD Mirandés de Segunda División. Tras comenzar como titular, fue perdiendo peso en el equipo debido a una lesión en su tobillo en noviembre.De hecho, desde esa lesión sólo jugó tres encuentros más por diversos problemas físicos.
El 10 de agosto de 2023, tras renovar dos años más con el Athletic, fue cedido al PEC Zwolle de la Eredivisie por una temporada.El 12 de enero de 2024, ante la falta de minutos, su cesión fue cancelada y se marchó a préstamo al Racing de Ferrol de Segunda División, que acababa de traspasar a Carlos Vicente al Alavés.El 28 de enero sufrió una lesión en su hombro izquierdo en su segundo partido con el club gallego, que le tuvo un mes de baja.El 17 de marzo, en su tercera titularidad, marcó en el triunfo frente al Real Valladolid (2-0) en A Malata.Dos semanas después anotó el único tanto del partido frente al Elche (1-0).El 14 de abril marcó, con un disparo lejano, el gol que certificó la remontada ante la SD Huesca (2-1).Con su tercer gol en menos de un mes, se convirtió en uno de los jugadores preferidos de la afición gallega.El 11 de mayo anotó el gol de la victoria frente a la AD Alcorcón.En la siguiente jornada, frente al Real Zaragoza, sufrió una lesión muscular que dio por finalizada su temporada.Además, el 5 de junio fue operado de su hombro izquierdo.

### Athletic Club
El 7 de noviembre marcó el gol de la victoria, en Liga Europa, frente al Ludogorets (1-2).
Sporting de Gijón
El 31 de enero de 2025 llegó al Real Sporting de Gijón en calidad de cedido.

## Selección nacional
Fue internacional con la selección española en categorías inferiores (sub-16, sub-17 y sub-18). En agosto de 2021 fue convocado por la selección sub-19 para disputar dos amistosos. El 3 de septiembre en su debut con el combinado sub-19, en un amistoso ante México, anotó uno de los goles del encuentro (5-1).

## Estadísticas

### Clubes
Actualizado al último partido disputado el 31 de mayo de 2025.
| Club                            | Div.          | Temporada     | Liga  | Liga  | Copas nacionales | Copas nacionales | Copas Internacionales | Copas Internacionales | Total | Total |
| Club                            | Div.          | Temporada     | Part. | Goles | Part.            | Goles            | Part.                 | Goles                 | Part. | Goles |
| ------------------------------- | ------------- | ------------- | ----- | ----- | ---------------- | ---------------- | --------------------- | --------------------- | ----- | ----- |
| Bilbao Athletic · España        | 2.ª B         | 2019-20       | 1     | 0     | ―                | ―                | ―                     | ―                     | 1     | 0     |
| Bilbao Athletic · España        | 2.ª B         | 2020-21       | 24    | 3     | ―                | ―                | ―                     | ―                     | 24    | 3     |
| Bilbao Athletic · España        | 1.ª F         | 2021-22       | 15    | 3     | ―                | ―                | ―                     | ―                     | 15    | 3     |
| Bilbao Athletic · España        | Total club    | Total club    | 40    | 6     | 0                | 0                | 0                     | 0                     | 40    | 6     |
| Athletic Club · España          | 1.ª           | 2021-22       | 14    | 1     | 3                | 0                | ―                     | ―                     | 17    | 1     |
| C. D. Mirandés · España         | 2.ª           | 2022-23       | 16    | 1     | 0                | 0                | ―                     | ―                     | 16    | 1     |
| C. D. Mirandés · España         | Total club    | Total club    | 16    | 1     | 0                | 0                | 0                     | 0                     | 16    | 1     |
| PEC Zwolle · Países Bajos       | 1,ª           | 2023-24       | 10    | 0     | 1                | 0                | ―                     | ―                     | 11    | 0     |
| PEC Zwolle · Países Bajos       | Total club    | Total club    | 10    | 0     | 1                | 0                | 0                     | 0                     | 11    | 0     |
| Racing de Ferrol · España       | 2.ª           | 2023-24       | 14    | 4     | 0                | 0                | ―                     | ―                     | 14    | 4     |
| Racing de Ferrol · España       | Total club    | Total club    | 14    | 4     | 0                | 0                | 0                     | 0                     | 14    | 4     |
| Athletic Club · España          | 1.ª           | 2024-25       | 4     | 0     | 3                | 0                | 3                     | 1                     | 10    | 1     |
| Athletic Club · España          | Total club    | Total club    | 18    | 1     | 6                | 0                | 3                     | 1                     | 27    | 2     |
| Real Sporting de Gijón · España | 2.ª           | 2024-25       | 18    | 2     | ―                | ―                | ―                     | ―                     | 18    | 2     |
| Real Sporting de Gijón · España | Total club    | Total club    | 18    | 2     | 0                | 0                | 0                     | 0                     | 18    | 2     |
| Total carrera                   | Total carrera | Total carrera | 116   | 14    | 7                | 0                | 3                     | 1                     | 122   | 15    |